# David Norman
David McDonald Norman Jr. (Glasgow, Skócia, 1962. május 6. – ) kanadai válogatott labdarúgó. 

## Pályafutása

### Klubcsapatban
Glasgowban született, Skóciában. 1981 és 1984 között a Vancouver Whitecaps játékosa volt. A téli szünetekben 1980 és 1982 között Írországban játszott a Dublini Egyetem csapatában. 1983 és 1987 között teremben játszott, 1983-tól 1984-ig a Vancouver Whitecaps, 1985-től 1987-ig az amerikai Tacoma Stars csapatában szerepelt. 1987 és 1988 között a Winnipeg Fury volt a csapata. Később szerepelt még a Calgary Kickers (1988), az Edmonton Brick Men (1989) és a Vancouver 96ers (1991–96) csapatában.

### A válogatottban
1983 és 1994 között 51 alkalommal szerepelt a kanadai válogatottban és 1 gólt szerzett. Részt vett az 1984. évi nyári olimpiai játékokon és tagja volt az 1985-ös CONCACAF-bajnokságon aranyérmet szerző csapatnak. Részt vett az 1986-as világbajnokságon, ahol Kanada mindhárom csoportmérkőzésén kezdőként lépett pályára.

## Sikerei, díjai
Kanada
- CONCACAF-bajnokság győztes (1): 1985